# 渡辺節
渡辺 節（わたなべ せつ、1884年（明治17年）11月3日 - 1967年（昭和42年）1月21日）は、近代日本の建築家。元鉄道院技師。古典主義をベースとした様式建築を自在に設計し、近畿を中心に商業ビルの秀作を多く残した。門下に村野藤吾がいる。

## 生涯
東京府麹町区（現東京都千代田区）生まれ。天長節（のちに明治節。明治天皇の誕生日）に生まれたことから「節」と名づけられた。父は相馬藩士、後に陸軍中将。
旧制二高を経て、東京帝国大学建築学科を卒業。鉄道院に入り、京都駅（後に焼失）などを設計。1916年（大正5年）に独立、大阪に設計事務所を開設。1920年（大正9年）～1921年（大正10年）には欧米を視察。日本勧業銀行、日本興業銀行、大阪ビルヂング「綿業会館」(重要文化財)、など合理的なアメリカ流のオフィスビルを得意とした。
様式を使いこなす渡辺の手腕はつとに知られ、またその設計が合理性を踏まえていたことに特徴がある。彼は、過去の様式を折衷することで自らの世界を創り出し、施主の要望に応える現実的な建築家であった。この時代に民間企業が建築家に求めた合理性とは経済上であり、建物のデザインに関してはあくまでも保守的であった。渡辺のこうした建築姿勢に、その下で学んだ村野藤吾は多大な影響を受けたとされる。
戦時下、建築統制によりオフィスビルを設計する機会もなくなり、第二次世界大戦末期は福井県へ疎開。戦後は大阪府建築士会会長などを務めた。没後日本建築士会名誉会長に遇される。若手建築家のための渡辺節賞が設立された。音楽評論家・東大名誉教授の渡辺護は甥。

## 作品

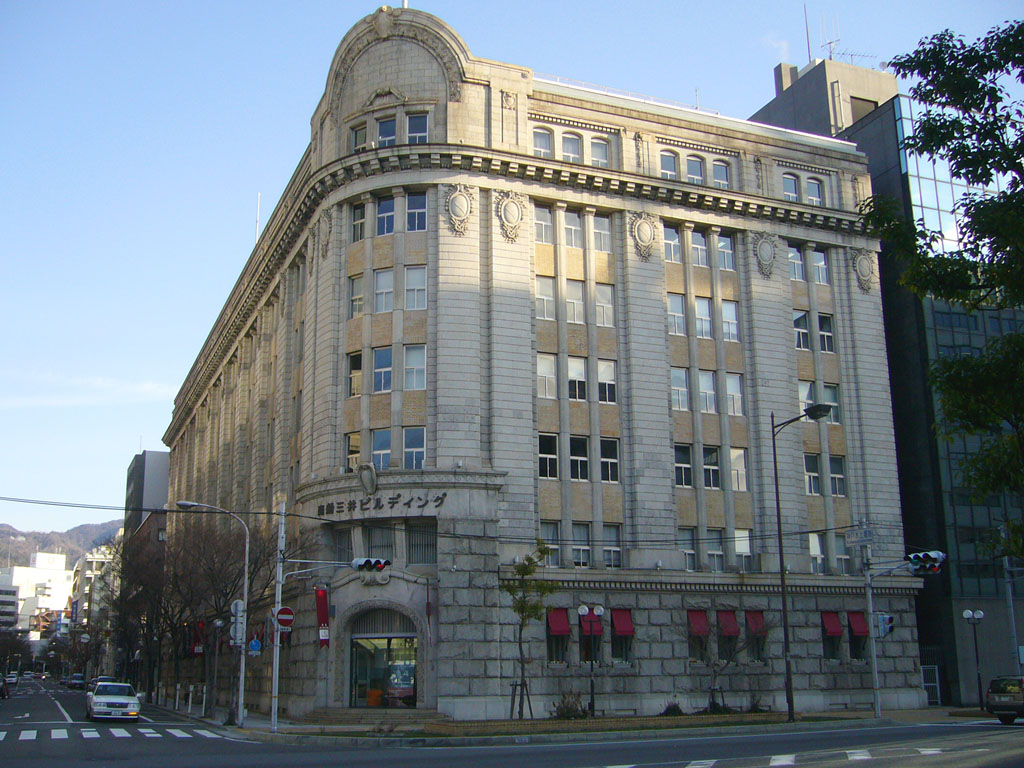
神戸商船三井ビル
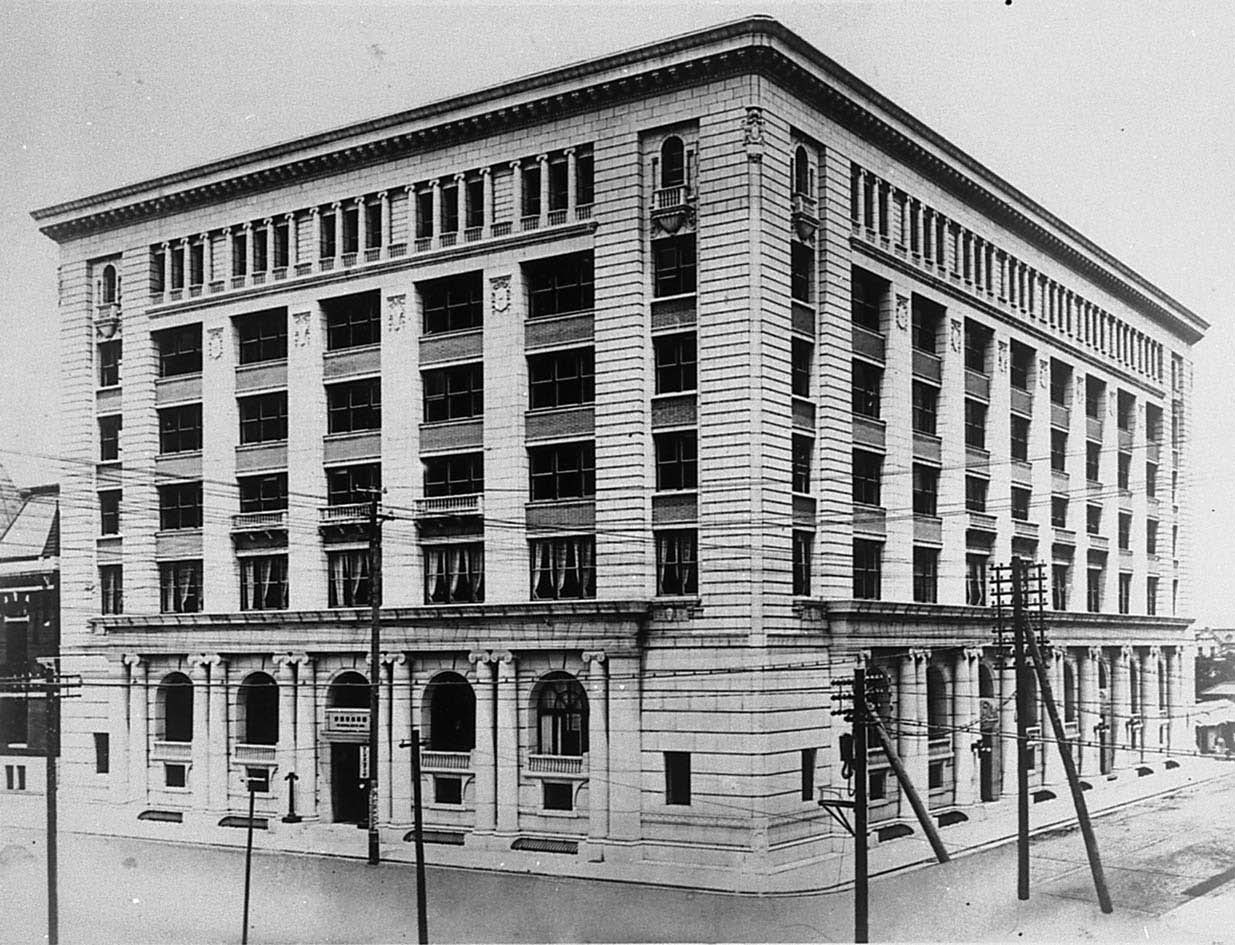
日本興業銀行本店
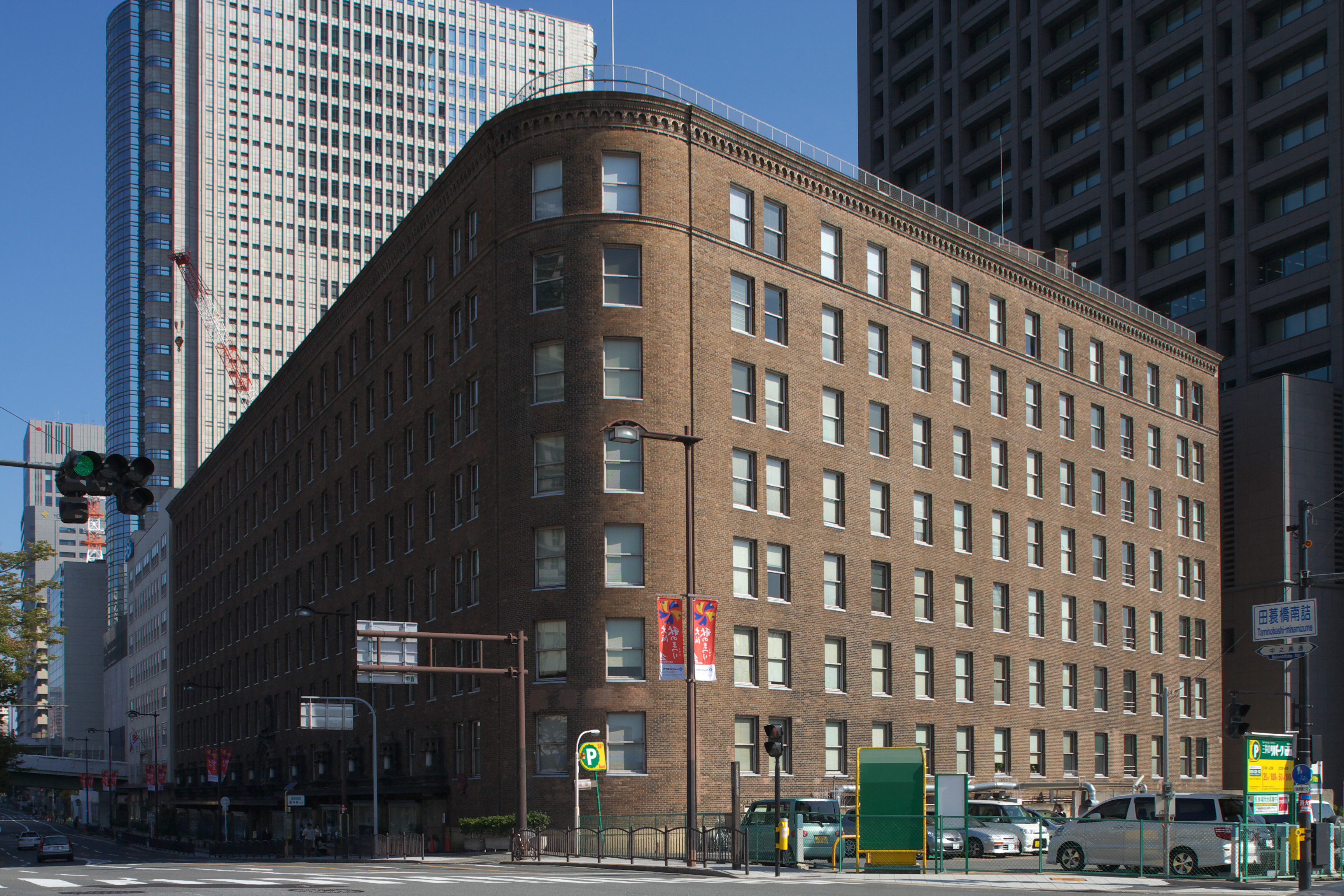
大阪ビルヂング
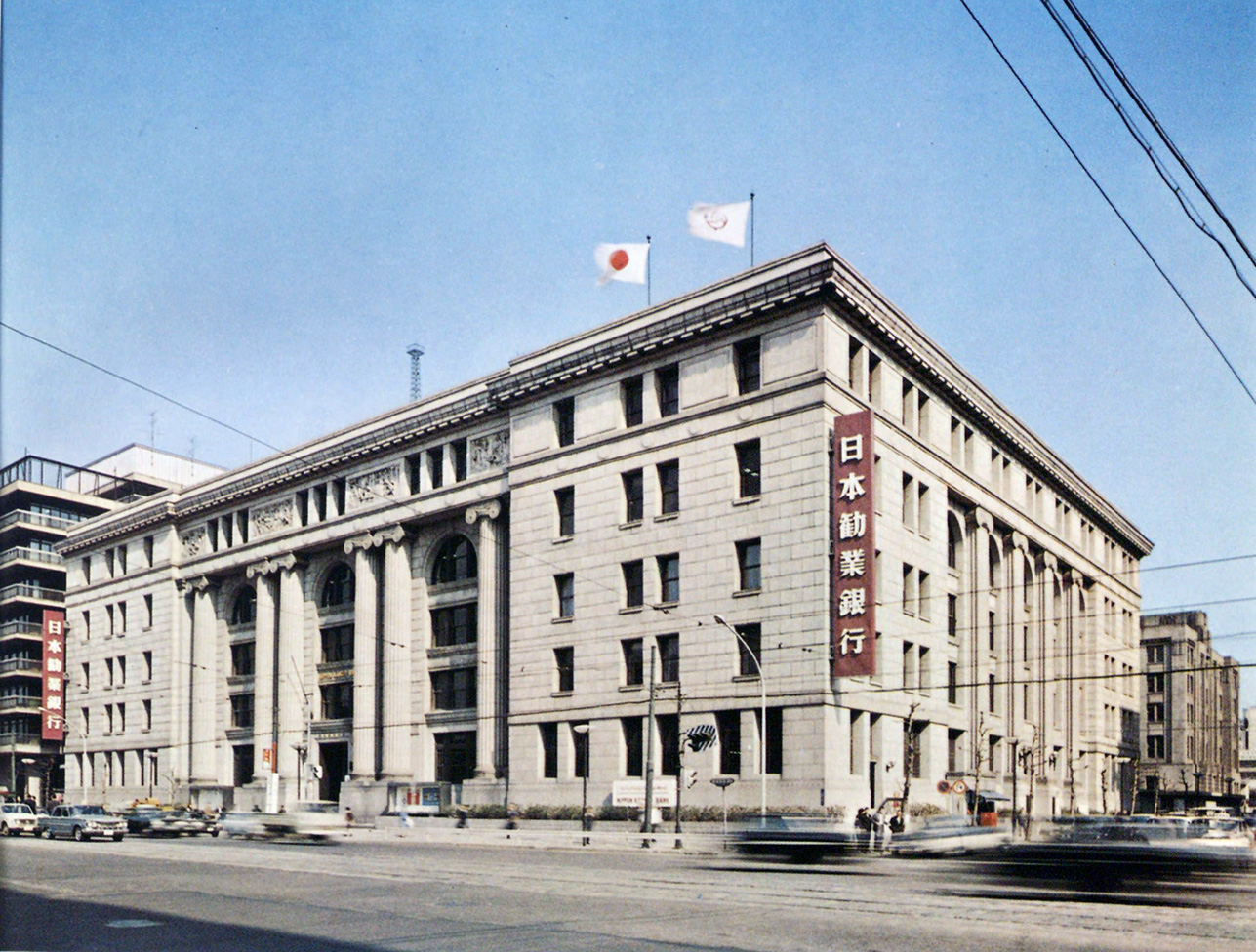
旧日本勧業銀行本店
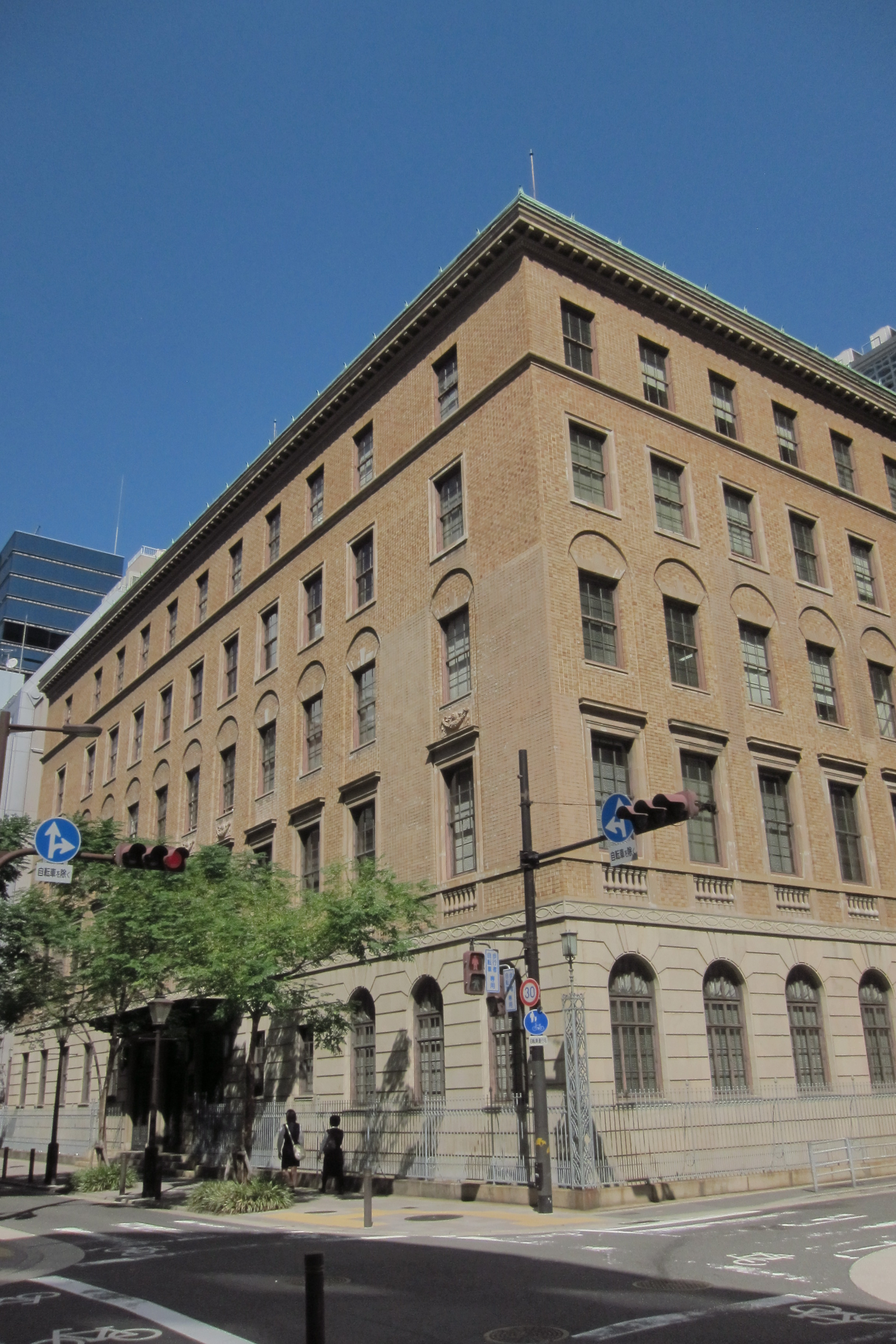
綿業会館
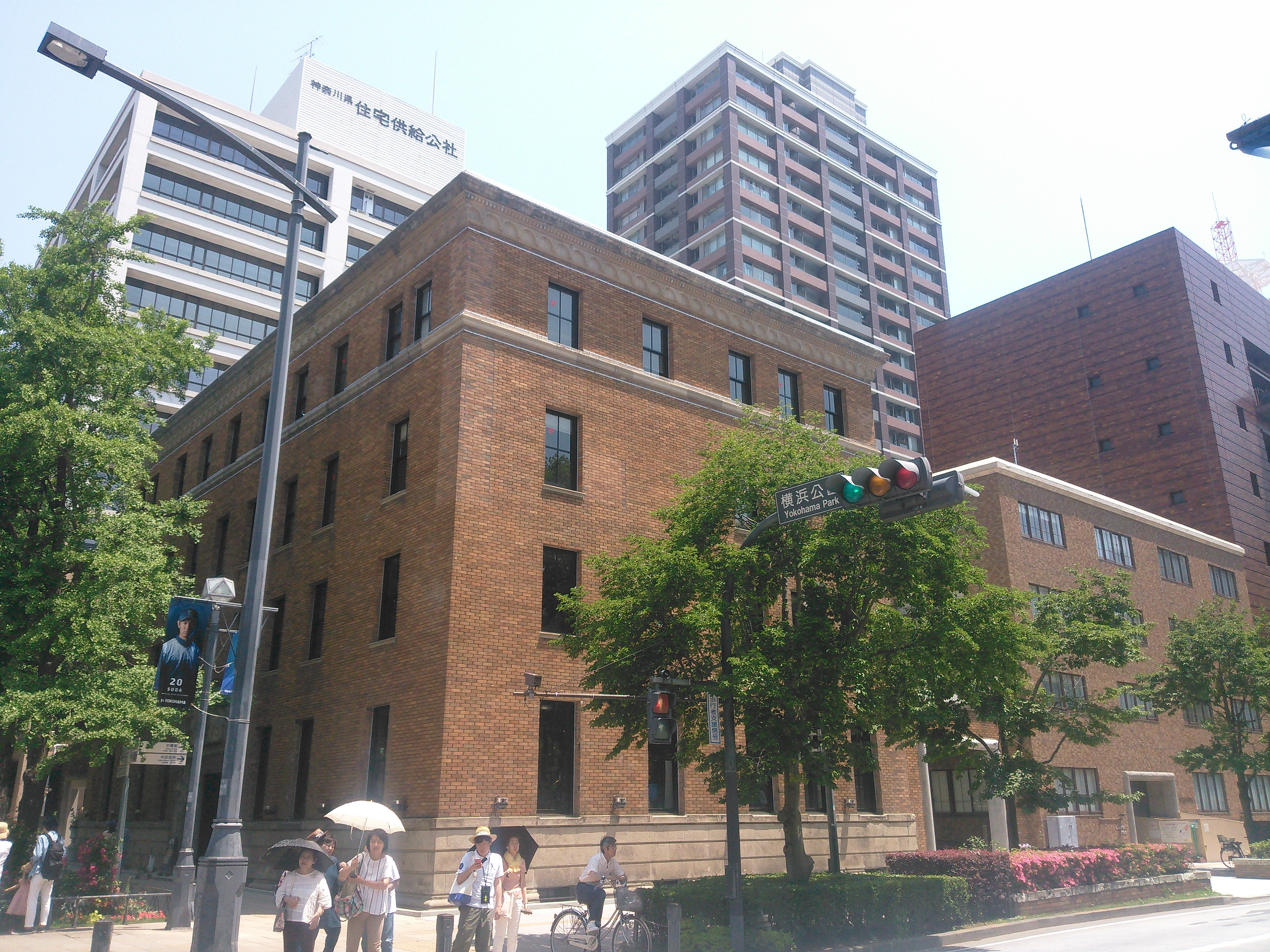
旧関東財務局横浜財務事務所
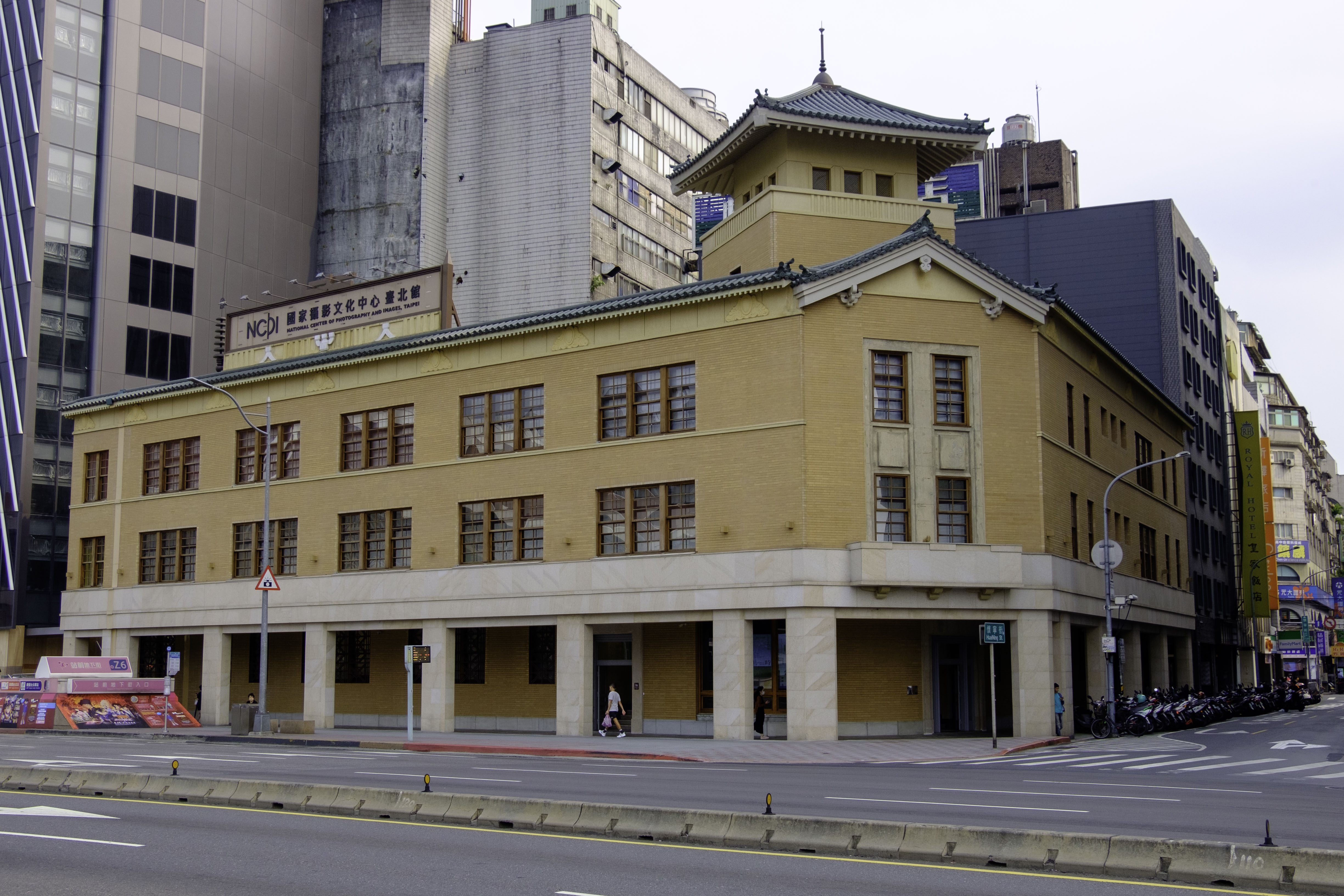
旧大阪商船台北支店
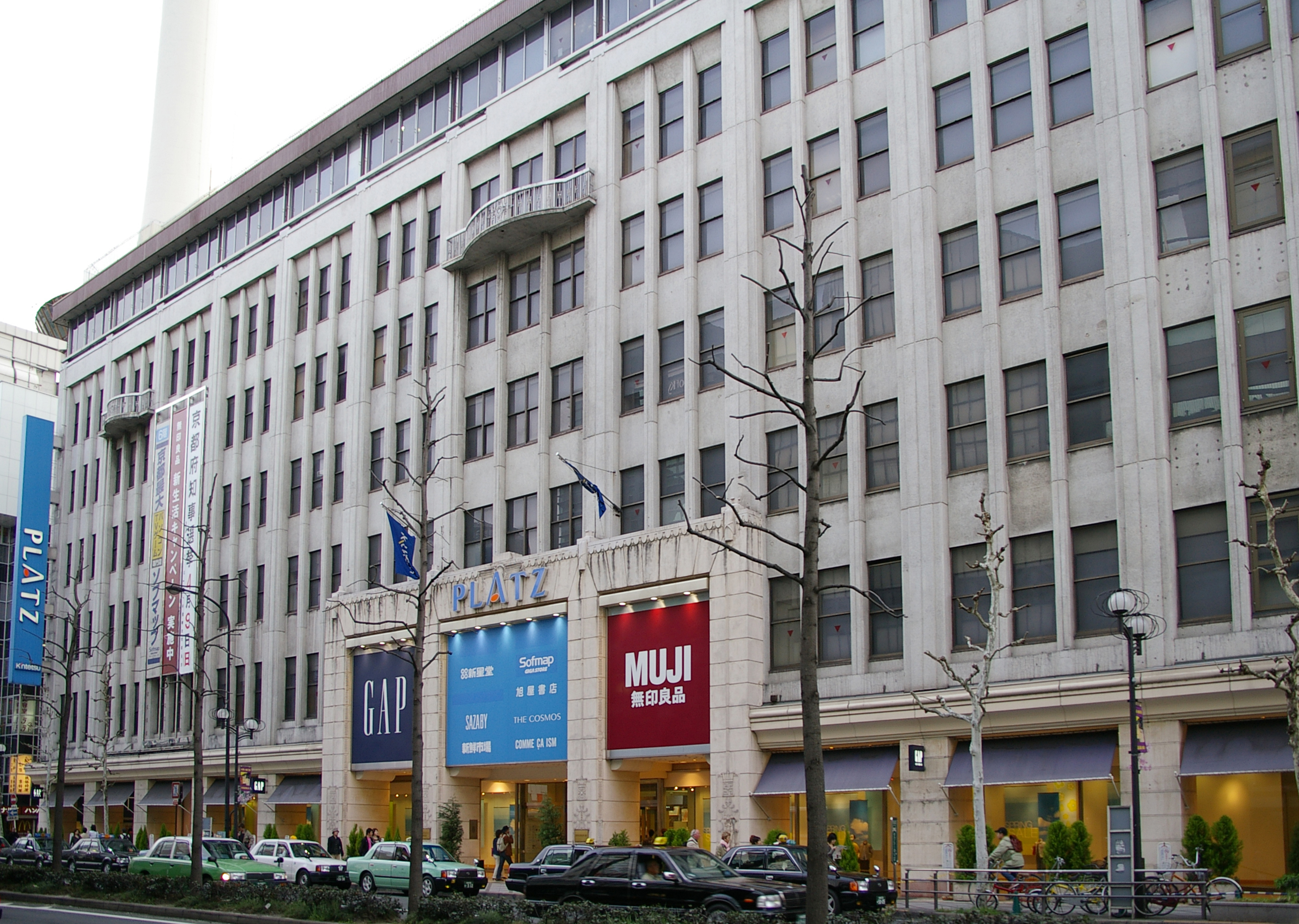
近鉄百貨店京都店

| 建造物名                                               | 年                 | 所在地             | 状態               | 備考                                |
| ------------------------------------------------------ | ------------------ | ------------------ | ------------------ | ----------------------------------- |
| 旧東洋リノリユーム本館事務所棟                         | 1920年（大正8年）  | 兵庫県伊丹市       | 登録有形文化財     | 現 東リ インテリア歴史館            |
| 旧大阪商船神戸支店                                     | 1922年（大正11年） | 兵庫県神戸市中央区 |                    | 現 神戸商船三井ビル                 |
| 旧日本興業銀行本店                                     | 1923年（大正12年） | 東京都千代田区     | 現存せず           |                                     |
| 旧大阪ビルヂング                                       | 1925年（大正14年） | 大阪市北区         | 外壁、内部一部復元 | ダイビル本館                        |
| 旧大阪ビルヂング東京分館                               | 1927年（昭和2年）  | 東京都千代田区     | 現存せず           |                                     |
| 旧日本綿花横浜支店                                     | 1928年（昭和3年）  | 神奈川県横浜市中区 | 市指定有形文化財   | 現 THE BAYS                         |
| 旧日本勧業銀行本店                                     | 1929年（昭和4年）  | 東京都千代田区     | 現存せず           |                                     |
| 綿業会館                                               | 1931年（昭和6年）  | 大阪市中央区       | 重要文化財         |                                     |
| 岸和田市立自泉会館                                     | 1932年（昭和7年）  | 大阪府岸和田市     | 登録有形文化財     |                                     |
| 旧和泉銀行本店                                         | 1933年（昭和8年）  | 大阪府岸和田市     | 登録有形文化財     |                                     |
| 旧神戸証券取引所                                       | 1934年（昭和9年）  | 兵庫県神戸市中央区 | 外観復元           | 現 神戸朝日ビル                     |
| 旧乾邸                                                 | 1936年（昭和11年） | 兵庫県神戸市東灘区 | 神戸市指定文化財   | 旧住吉村                            |
| 旧大阪商船株式会社台北支店                             | 1937年（昭和12年） | 台湾台北市         | 台北市市定古蹟     | 現 国家撮影文化センター台北館       |
| 旧神戸瓦斯本社ビル                                     | 1937年（昭和12年） | 兵庫県神戸市中央区 | 現存せず           | 解体時点では大阪ガス新開地ガスビル  |
| 旧丸物百貨店京都本店（近鉄百貨店京都店(プラッツ近鉄)） | 1938年（昭和13年） | 京都市下京区       | 現存せず           | 現 ヨドバシカメラマルチメディア京都 |
| 広野ゴルフ倶楽部クラブハウス                           | 1958年（昭和23年） | 兵庫県三木市       |                    |                                     |
| 城陽カントリー倶楽部クラブハウス                       | 1959年（昭和24年） | 京都府城陽市       |                    |                                     |
| ゴルフクラブ四条畷クラブハウス                         | 1960年（昭和25年） | 大阪府四條畷市     |                    |                                     |

- 神戸商船三井ビル
- 日本興業銀行本店
- 大阪ビルヂング
- 旧日本勧業銀行本店
- 綿業会館
- 旧関東財務局横浜財務事務所
- 旧大阪商船台北支店
- 近鉄百貨店京都店